# Magura Sadar
Magura Sadar est une upazila du Bangladesh dans le district de Magura, dans la division de Khulna. En 2011, on y dénombrait 380 107 habitants.